# Пришвартований аеростат

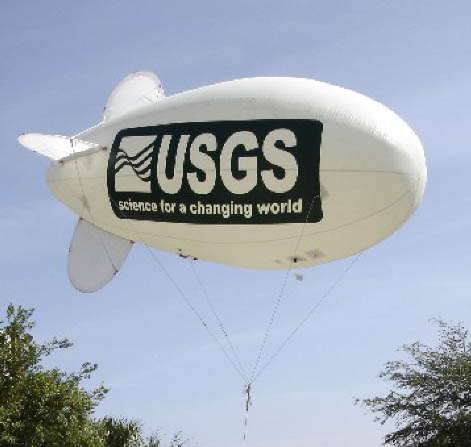
Прив'язані аеростати дозволяють здіймати в повітря
обладнання і сенсори на тривалий період часу, що часто не можливо з іншими апаратами.

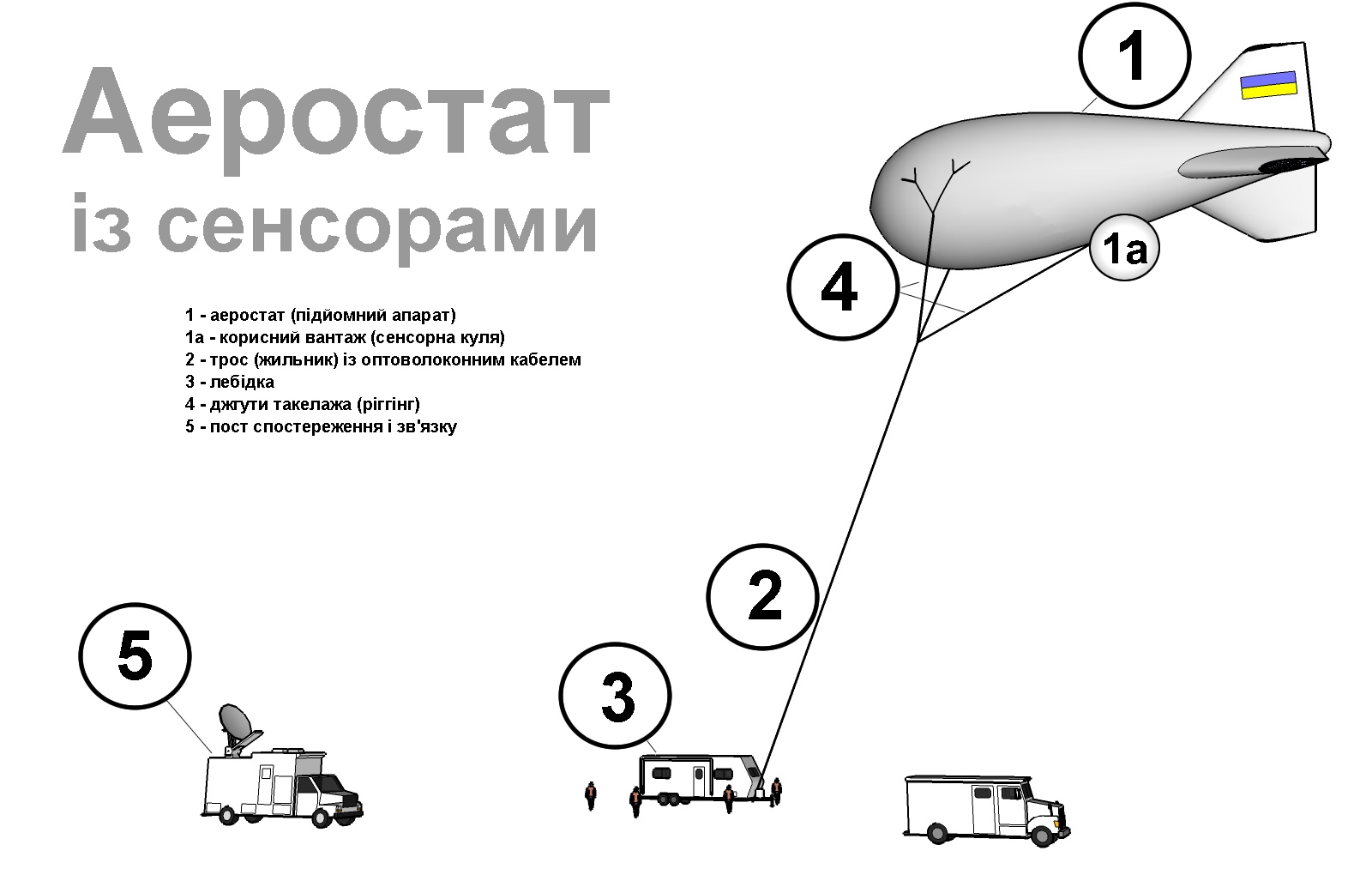
Розгортання аеростатної станції спостереження, схема. Означення:
- 1 — прив'язаний аеростат;
- 1а — корисний вантаж (сенсори);
- 2 — трос (жильник) із опто-кабелем;
- 3 — лебідка;
- 4 — джгути такелажу;
- 5 — пост спостереження і зв'язку.

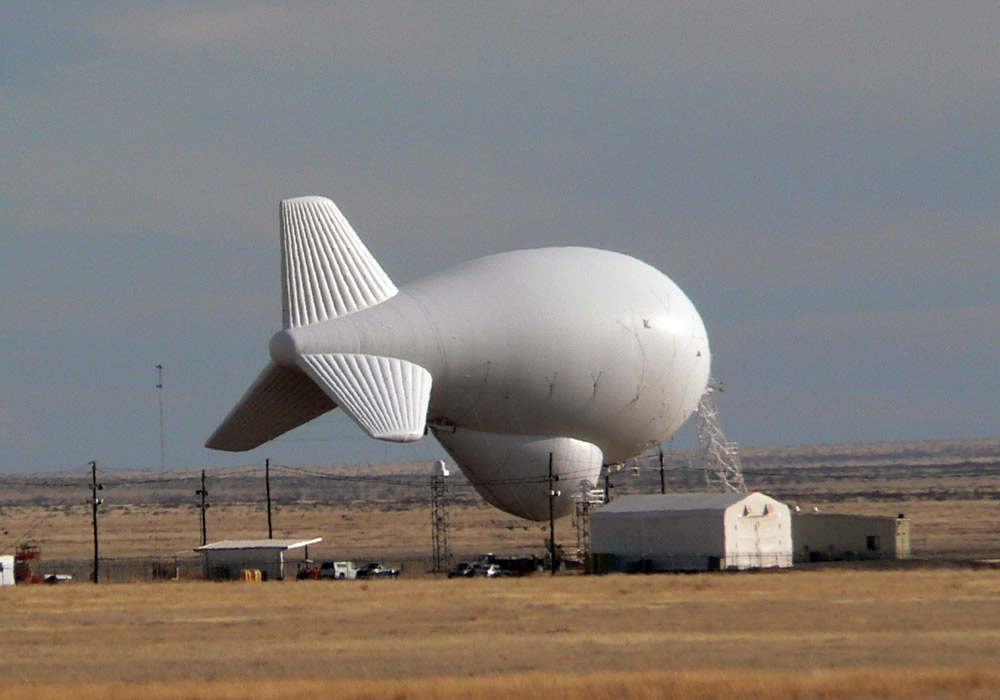
Радарна система на пришвартованих аеростатах (TARS) аеростат який належить до повітряних сил армії США, Марфа, Техас

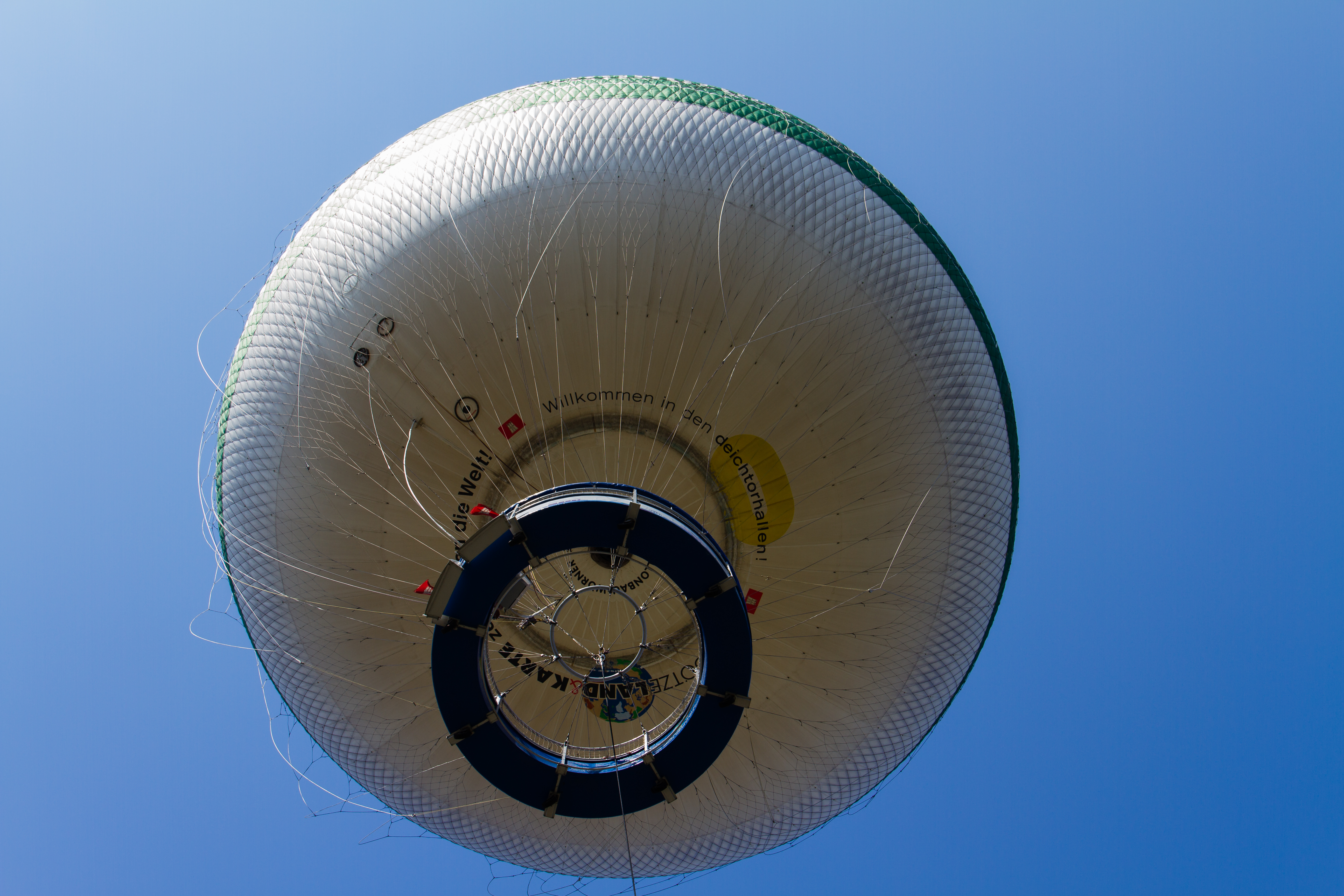
Пришвартований аеростат — вид знизу

Пришвартований аеростат або прив'язаний аеростат (англ. Moored balloon, Tethered balloon, нім. Fesselballon) — це повітряна куля, яка закріплена до землі або транспортного засобу за допомогою троса і не може вільно пересуватися із повітряними масами. Аеростат заповнюється газом легшим за повітря, частіше за все гелієм. Для утримання великого прив'язного аеростата трос закріплюють на лебідці. Маленький прив'язаний аеростат (балон) тримають за мотузку руками, як звичайний кайт.
Зазвичай типова система прив'язаного аеростата налічує у своєму складі такі компоненти: балон, який зроблений із тканини (або плівки), яка утримує газ легший за повітря; один бо декілька тросів для швартування повітряної кулі до землі; систему підвісних джгутів (такелаж), за допомогою якої трос закріплюється до оболонки, і яка дозволяє розподілити навантаження троса на аеростат; а іноді також балонет і електронну систему регулювання тиску.
Прив'язані аеростати використовуються для різних цілей — у військовій справі, у приватному бізнесі, а також у екологічному активізмі — як, наприклад:
- Аеростати спостереження
- Загороджувальні аеростати
- Реклама
- Платформи для комунікаційного обладнання або приладів, для цивільного або військового використання
- Розважальні польоти
- Аерофотозйомка (меппінг) у захисті екології

Великі аеростати спостереження, що їх використовують США для захисту кордонів, мають об'єм в декілька тисяч кубічних метрів. Маленькі повітряні кулі та гелікайти, що дозволяють робити аматорську аерофотозйомку та меппінг, мають об'єм лише один-два куб.м.

## Різновиди та конструкція
Пришвартований аеростат може мати три основні форми конструкції:
- Видовженої аеродинамічної форми (дирижабле-подібні) повітряні кулі зі стабілізаційними поверхнями на одному з кінців, зробленими так, що аеростат постійно тримається прямо по вітру.
- Звичайна кругла куля без стабілізації.
- Гібридний прив'язаний аеростат або кайтун (kytoon) має конструкцію, яка поєднує аеростатичні властивості повітряної кулі та аеродинамічну підіймальну силу, що виникає при польоті повітряного змія.

## Теоретичні основи
Якщо розглянути круглий прив'язаний аеростат, який знаходиться в сталому повітряному потоці. Для спрощення зазвичай розглядають систему, де трос і аеростат будуть відхилятися вітром на певний кут відносно вертикального положення і постійно залишається під цим кутом нахилу, як тільки досягне стаціонарного положення. В такому випадку прискоренням можна знехтувати, а на аеростат будуть діяти сили натягнення троса, опору і підіймальна сила.

Сили, що діють на прив'язаний аеростат

Для сферичного об'єкта, за законом Архімеда сила виштовхування кулі в гору, буде дорівнювати вазі витисненої рідини цієї кулі.
{\displaystyle F_{b}={4 \over 3}\pi \ r^{3}\rho \ _{air}g} ,
де {\displaystyle F_{b}} це сила виштовхування, {\displaystyle g} це гравітаційне прискорення 9.81 м/с², r радіус кулі, and {\displaystyle \rho \ _{air}} щільність навколишнього повітря. Результівна підіймальна сила аеростат {\displaystyle F_{L}}, отримується з відніманням ваги оболонки кулі та гелію, що знаходиться всередині кулі, і матиме наступний вираз:
{\displaystyle F_{L}=F_{b}-{4 \over 3}\pi \ r^{3}\rho \ _{air}g-1.15(4\pi \ r^{2}\gamma \ g)} ,
де {\displaystyle \rho \ _{He}} це густина гелію, а {\displaystyle \gamma \ } вага матеріалу, з якого зроблена оболонка, на одиницю площі. Множник 1.15 додається в формулу, щоб вказувати додаткову вагу швів, клапанів, та інших деталей оболонки.
Сила опору, {\displaystyle F_{D}}, в стаціонарному потоці повітря при фіксованому положенні кулі дорівнює:
{\displaystyle F_{D}={1 \over 2}C_{D}\rho \ _{air}u^{2}\pi \ r^{2}}.
В представленому рівнянні, {\displaystyle u} це швидкість вітру і {\displaystyle C_{D}} коефіцієнт аеродинамічного опору системи. Якщо припустити, що прив'язаний аеростат знаходиться в нерухомому стані рівноваги, сила натягування троса {\displaystyle F_{T}} може бути вирахувана наступним чином:
{\displaystyle F_{T}={\sqrt {F_{L}^{2}+F_{D}^{2}}}} ,
Оскільки трос зазвичай тонкий і легкий, для спрощення, в даній формулі знехтували впливом його ваги і опору на аеростат.

## Сучасне використання

### Балонний меппінг (картографія) у захисті екології

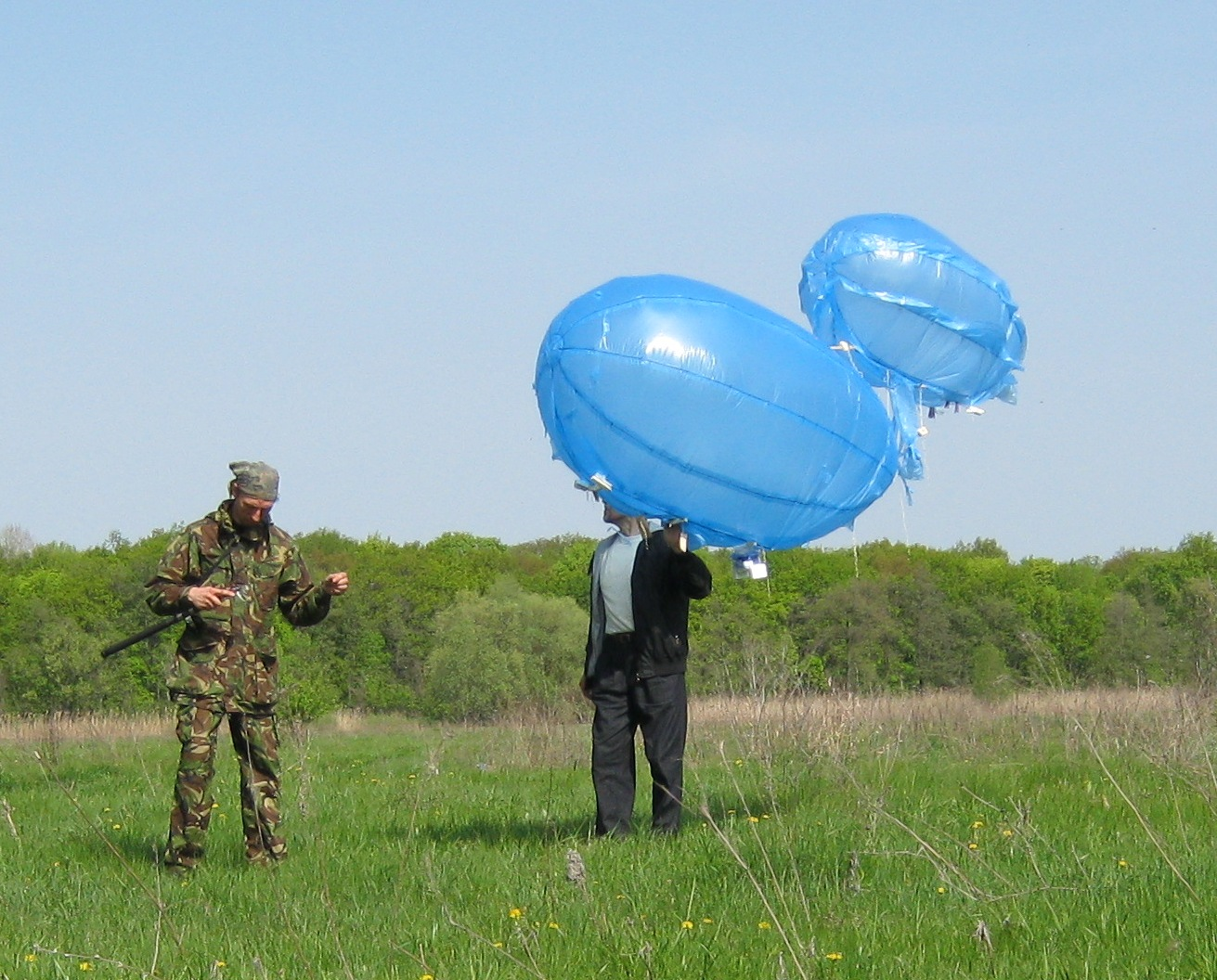
Східна Україна. Підготовка до підйому невеликого прив'язного аеростата із фотокамерою. 1 травня 2013 р. Eastern Ukraine. Preparing to launch a small tethered balloon with a camera. May 1st, 2013.

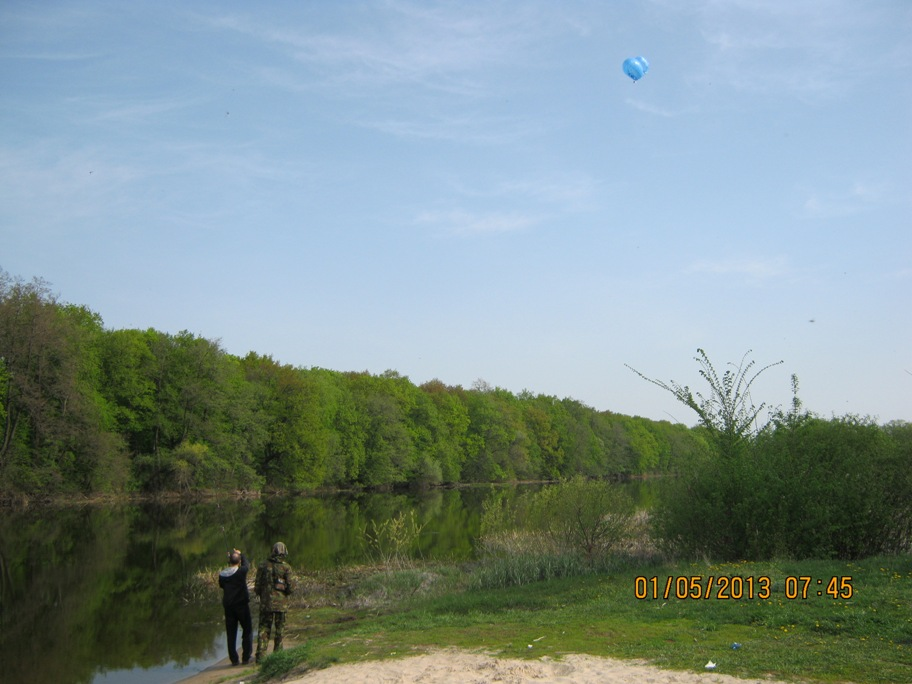
Прив'язний аеростат сканує із повітря річку у малодоступному місці. 1 травня 2013 р. Scanning the river with balloon photography. May 1st, 2013.

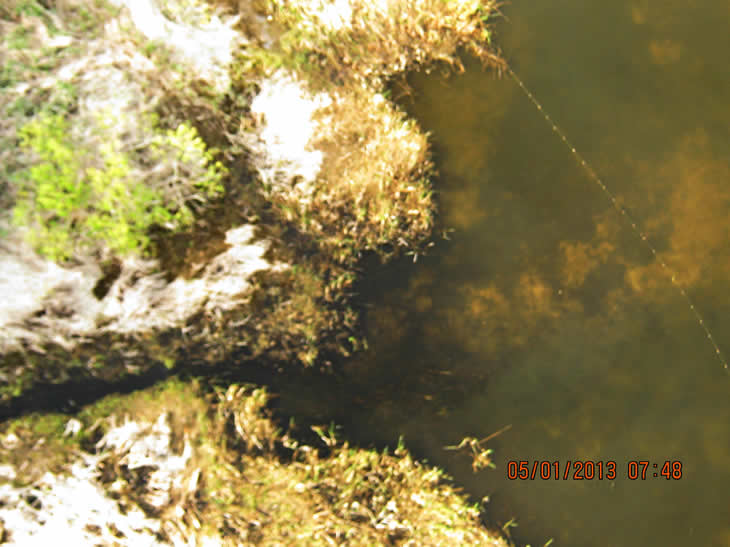
Зроблене із прив'язного аеростата вертикальне фото виявляє незаконно встановлену рибальську сітку (на зображенні — тонка біла лінія справа-зверху). 1 травня 2013 р. Vertical aerial photo reveals a poacher’ fishing net (tiny white line across the photo’ right-upper corner). May 1st, 2013.

Починаючи із 2010 року місцеві громади у США, Латинській Америці, Європі та на Близькому Сході використовують невеликі прив'язані аеростати для виконання муніципального меппінгу (англ. mapping-- картографія). Аерофотозйомка місцевості із висоти 100—200 м дозволяє документувати та вимірювати техногенне або біологічне забруднення довколишнього середовища, обстежувати незаконні звалища і таке інше. Муніципальна аерофотозйомка і створені на її основі фотомапи є дієвим засобом у боротьбі місцевих громад за «екологічне рівноправ'я» (англ. environmental justice).
Створення мапи, якщо аерофотозйомку проводити із застосуванням невеликої повітряної кулі (балона) (англ. balloon mapping) коштує суттєво дешевше, ніж із застосуванням дрона-квадкоптера.
Устаткування. Невелика вага сучасних цифрових фотокамер (типово 200 г) дає можливість робити локальну аерофотозйомку, використовуючи повітряну кулю об'ємом до 2 м³ (діаметр надутої кулі 160 см). Зазвичай використовують метеорологічні балони сферичної форми, або саморобні аеростати із синтетичної плівки «майлар». Увесь інвентар, потрібний для такого «балонного меппінгу» (англ. balloon mapping), тобто самодіяльного картографування місцевості із повітряної кулі, коштує менш ніж 200 доларів США.
Методика. Балонну аерофотозйомку проводять згідно з чинним національним законодавством, з урахуванням питань безпеки повітряного руху та питань національної безпеки. Підйом прив'язної повітряної кулі проводять у безвітря, або при слабкому вітрі (до 3—5 м/сек.).
Аби документування поточного стану екології було якісним, проводять фотозйомку 10-мегапіксельною камерою місцевості із балона (повітряної кулі), що піднято на висоту 100—200 м. Оператор йде по землі, або пливе на човні й тягне за собою підняте у гору знаряддя. Таким чином роблять декілька сотень вертикальних аерофото. Потім підтягують повітряну кулю донизу, відчіплюють фотокамеру і проводять польовий контроль якості зйомки. Як необхідно, то повторюють аерофотозйомку, аби отримати потрібні за якістю первинні фото.
Переваги. На відміну від дронів (квадкоптерів), аеростат літає без допомоги працюючих двигунів і завдяки цьому не спричиняє шумового забруднення довкілля. Також треба мати на увазі, що дрон (квадрокоптер) може завдати серйозної травми. Натомість балон (аеростат) є безпечним.
Пропагандистами муніципального меппінгу із балонів (англ. balloon — повітряна куля) або кайтів (англ. kite — повітряний змій) є недержавна всесвітня мережа «Паблік Лаб».

### Гелікайт для фотографів-аматорів і для військових

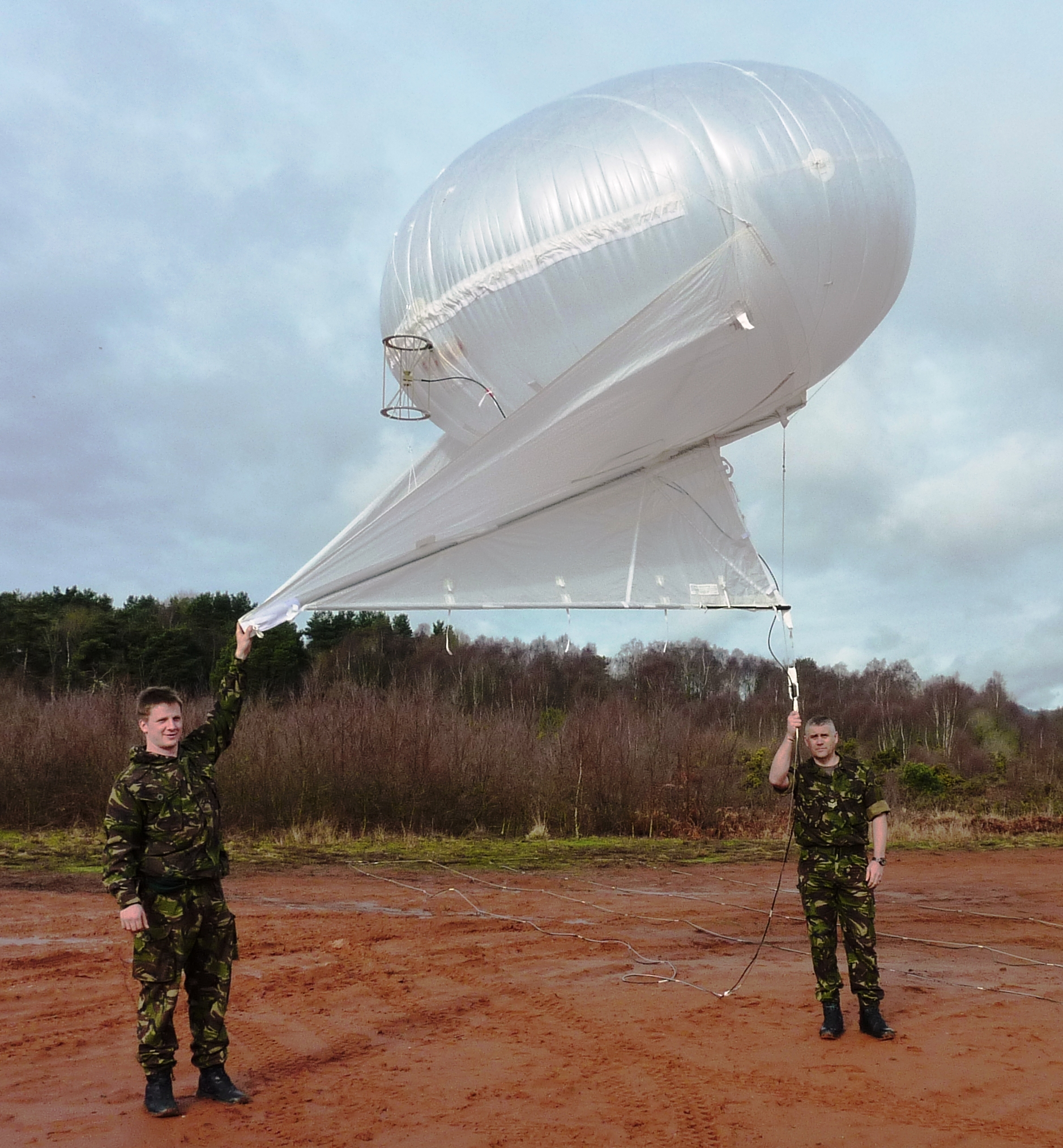
Морські піхотинці Великої Британії розгортають систему дальнього радіозв'язку за допомогою Гелікайта ємністю 10 куб.м. 21 лютого 2011 р.

Гелікайт (англ. Helikite) — це зареєстрована торгова марка оригінального прив'язного повітроплавального засобу, що його запатентував у 1993 р. винахідник із Великої Британії Санді Аллсопп (Sandy Allsopp). Гелікайт є різновидом гібридного класу прив'язних кайт-балонів (також відомих під назвою «кайтун»).
Конструкція Гелікайта включає жорсткі вуглеволоконні елементи каркаса, тканинні елементи кіля та хвостового півконуса (обтікателя), а також балон для гелію із синтетичного матеріалу; при цьому балон має форму стислого еліпсоїда.
Гелікайти знайшли використання у таких галузях, як аерофотозйомка, реклама, ретрансляція радіосигналів, захист посівів від птахів. Військові використовують Гелікайт для мобільного розгортання систем зв'язку, а також для апаратного повітряного спостереження.
- Невеликі Гелікайти (об'ємом від одного до трьох куб.м) продають для аматорів аерофотознімання. Один такий Гелікайт, без аксесуарів, коштує від 450 до 1300 британських фунтів (без доданого податку VAT)[5].
- Британська королівська морська піхота використовує Гелікайт ємністю 10 м³ для антен зв'язку.
- Система електронного спостереження Британської армії для підйому гіро-стабілізованої камери E/O—IR використовує Гелікайт ємністю 34 куб.м.
- У США для потреб операції в Афганістані було укомплектовано системи спостереження на базі Гелікайта ємністю 75 куб.м, що підіймає гіро-стабілізовану відеокамеру E/O—IR та систему цілевказування[6]. Один повний комплект такого Гелікайта, як повідомляють, коштує приблизно 50 тис. доларів США[7]

### Великі аеростати спостереження (TARS, PTDS, PGSS)
Детальніше про цю тему читайте у статті Аеростат спостереження.
У 1970—2015 рр. у військовій справі, а також для охорони кордонів, використовують прив'язані аеростати із радіоелектронними сенсорами на борту. Зазвичай такі аеростати мають довжину від 5 метрів і до декілька десятків метрів.
Після Другої Світової війни не зафіксовано регулярного використання прив'язаних аеростатів із людиною на борту у військовій справі. Натомість завдяки прогресу електроніки, з'явився новий клас військово-інженерних засобів — прив'язані аеростати з електронними приладами стеження (сенсорами) на борту. Такими приладами є телевізійні камери світового та інфрачервоного діапазону, радіолокатори, прилади радіотехнічної розвідки. Дані з аеростатної повітряної платформи, що безперервно перебуває на висоті декілька сотень метрів (а інколи декілька тисяч метрів) у повітрі, передаються на наземний пульт бойового чергування.

### Прив'язний аеростат «Хмара» для телекомунікації (Китай)
Фірма KuangChi Science (Китайська народна республіка) проводить випробування прив'язного аеростата завдовжки 42 метри, який призначений для спостереження за міським транспортом, а також для ретрансляції в інформаційних мережах.